# Бромат ртути(I)
Бромат ртути(I) — неорганическое соединение,
соль ртути и бромноватой кислоты 
с формулой Hg2(BrO3)2,
бесцветные кристаллы,
разлагается в воде.

## Получение
- Обменная реакция кислого раствора нитрата ртути(I) и бромата натрия:

{\displaystyle {\mathsf {Hg_{2}(NO_{3})_{2}+2NaBrO_{3}\ {\xrightarrow {}}\ Hg_{2}(BrO_{3})_{2}\downarrow +2NaNO_{3}}}}

## Физические свойства
Бромат ртути(I) образует бесцветные кристаллы
моноклинной сингонии,
пространственная группа C 2/c,
параметры ячейки a = 1,8806 нм, b = 0,4470 нм, c = 0,8595 нм, β = 107,19°, Z = 4,
структура типа хлората ртути(I)
.
Соединение гидролизуется в воде.